# HP Inc.
HP Inc. (còn được gọi là HP và viết cách điệu là hp) là công ty đa quốc gia của Hoa Kỳ có trụ sở tại Palo Alto, California, Hoa Kỳ. HP sản xuất máy tính cá nhân, máy in và các vật tư liên quan đến in ấn như in 3D.
Công ty được hình thành từ ngày 1 tháng 11 năm 2015, đổi tên từ bộ phận sản xuất máy tính cá nhân và máy in của Hewlett-Packard Company, phần còn lại là mảng sản phẩm và dịch vụ cho doanh nghiệp được chuyển cho Hewlett Packard Enterprise. Việc chia tách cấu trúc này tạo thành công ty đại chúng mới là HP Inc., giữ nguyên mã cổ phiếu HPQ ban đầu của Hewlett-Packard từ trước năm 2015, trong khi đó Hewlett Packard Enterprise giao dịch dưới mã cổ phiếu riêng, HPE.
HP niêm yết tại Sở giao dịch chứng khoán New York - chỉ số S&P 500 Index. HP là công ty sản xuất máy tính cá nhân lớn nhất thế giới tính theo doanh số bán hàng, lấy lại vị trí số 1 vào năm 2017 sau khi bị Lenovo chiếm giữ năm 2013. HP xếp thứ 58 trong danh dách Fortune 500 vào năm 2008 - danh dách những công ty có doanh thu lớn nhất Hoa Kỳ.

## Lịch sử
HP Inc. trước kia được biết đến là Hewlett-Packard. Hewlett-Packard được thành lập năm 1939 bởi Bill Hewlett và David Packard, cả hai đều tốt nghiệp kỹ sư điện tại đại học Stanford năm 1935. Công ty có trụ sở HP Garage tại Palo Alto, California. Ngày 1 tháng 11 năm 2015, Hewlett-Packard được đổi tên thành HP Inc. và mảng doanh nghiệp được tách ra riêng thành Hewlett Packard Enterprise.

### Trở thành HP Inc.
Tháng 11 năm 2017, HP mua lại bộ phận sản xuất máy in của Samsung Electronics với giá 1,05 tỷ USD.

## Hoạt động hiện tại
HP sản xuất máy tính cá nhân (PC), máy in và cung cấp các vật tư in ấn như in 3D.
Năm 2016, tổng doanh thu của HP Inc. là 48,238 tỷ USD bao gồm 16,982 tỷ USD từ bán máy tính xách tay, 9,956 tỷ USD từ máy tính để bàn, 11,875 tỷ USD từ vật tư in ấn, 5,131 tỷ USD từ máy in khổ lớn và 1,254 tỷ USD từ máy in cỡ nhỏ.
Khoảng 63% doanh thu năm 2016 của HP Inc. đến từ ngoài Hoa Kỳ.
Hoạt động kinh doanh của HP chia thành các nhóm:
- Máy tính xách tay & 2 trong 1.
- Máy tính để bàn: Bao gồm cả máy tính tất cả trong một.
- Máy in.
- Mực & hộp mực.
- Giải pháp dành cho doanh nghiệp.

### Máy tính để bàn và máy tính xách tay
Máy tính để bàn dành cho doanh nghiệp:
- ProDesk: Máy tính để bàn giá cả phải chăng
- EliteDesk: Máy tính để bàn cao cấp
- Z workstation: Máy để bàn tay cao cấp chuyên nghiệp:[9]

Máy tính xách tay dành cho doanh nghiệp:
- ProBook: Máy tính xách tay giá cả phải chăng
- EliteBook: Máy tính xách tay cao cấp
- ZBook: Máy tính xách tay cao cấp chuyên nghiệp[10]

Máy tính để bàn dành cho cá nhân:
- Pavilion: Máy tính để bàn giá cả phải chăng
- Envy: Máy tính để bàn cao cấp
- Omen: Máy tính chơi game cao cấp
- All-in-One: Máy tính tất cả trong một

### Máy in
- Máy in phun DeskJet và OfficeJet
- Máy in laser LaserJet
- Máy in phun khổ rộng PageWide, sheet-fed và web-fed
- Máy thiết kế và in ấn khổ rộng DesignJet.
- Máy ép kỹ thuật số Indigo digital presses, sheet-fed và web-fed
- Máy in khổ lớn Scitex và Latex

### Giải pháp cho doanh nghiệp
- Giải pháp HP JetAdvantage quản lý máy in, máy quét và MFPs. HP JetAdvantage cũng bao gồm HP Universal Print Driver, là một loại trình điều khiển dùng chung cho rất nhiều loại máy in HP khác nhau.[12]
- HP Services là thương hiệu của giải pháp HP dành cho doanh nghiệp.[13]
- Managed Print Services (MPS)[14]